# 鲁东河畔萨利尼
鲁东河畔萨利尼（法語：Saligny-sur-Roudon，法語發音：[saliɲi syʁ ʁudɔ̃]）是法国阿列省的一个市镇，位于该省东部，属于穆兰区。

## 地理
鲁东河畔萨利尼（46°28'5"N, 3°45'0"E）面积57.77 平方千米，位于法国奥弗涅-罗讷-阿尔卑斯大区阿列省，该省份为法国中部省份，北起涅夫勒省、西北接谢尔省，西南至克勒兹省，南至多姆山省，东南临卢瓦尔省，东临索恩-卢瓦尔省。
与鲁东河畔萨利尼接壤的市镇（或旧市镇、城区）包括：库朗日、迪乌、列尔诺勒、卢瓦尔河畔莫内泰、卢瓦尔河畔皮埃尔菲特、圣莱昂、贝布尔河畔圣普尔桑、沃马。

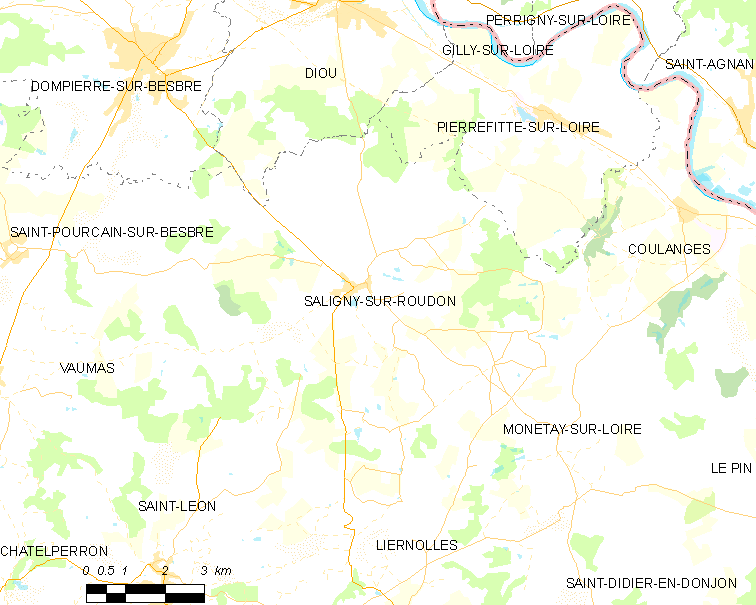
鲁东河畔萨利尼的OSM定位图

鲁东河畔萨利尼的时区为UTC+01:00、UTC+02:00（夏令时）。

## 行政
鲁东河畔萨利尼的邮政编码为03470，INSEE市镇编码为03265。

## 政治
鲁东河畔萨利尼所属的省级选区为贝布尔河畔栋皮埃尔县。

## 人口

1962-2008年间鲁东河畔萨利尼人口变化图示

鲁东河畔萨利尼于2022年1月1日时的人口数量为648人。